# Ståltrådsoptager
En ståltrådsoptager er et apparat til optagelse af lyd ved magnetisering af en ståltråd. Ståltrådsoptageren blev opfundet i 1898 af Valdemar Poulsen som kaldte den telegrafon. Den virker ved at ståltråden føres forbi et optagehoved som magnetiserer hvert punkt på tråden med en styrke og polaritet som svarer til det elektriske lydsignal som optages. Senere kan trådens magnetisering aflæses ved at føre den forbi et afspillehoved (som evt. kan være det samme som optagehovedet) hvor den inducerer et elektrisk signal svarerende til det oprindelig lydsignal.
Det er samme princip som bruges i den senere udviklede båndoptager bortset fra at den bruger flade magnetiske bånd i stedet for en tråd.